# Juliusz Joniak
Juliusz Joniak (ur. 19 listopada 1925 we Lwowie, zm. 6 kwietnia 2021) – polski malarz, grafik i pedagog.

## Życiorys
Ukończył w latach 1941–1945 Szkołę Przemysłu Artystycznego we Lwowie. Po wojnie studiował na Wydziale Malarstwa w Akademii Sztuk Pięknych w Krakowie, w pracowniach prof. Jerzego Fedkowicza i prof. Czesława Rzepińskiego. Dyplom uzyskał w 1950 roku. Profesor krakowskiej ASP, od 1950 r. związany pracą pedagogiczną z macierzystą Akademią, najpierw jako asystent i adiunkt, od 1966 r. docent; tytuł profesora zwyczajnego otrzymał w 1980 r. Dziekan wydziału malarstwa w latach 1978–1981 i prorektor w latach 1981–1987. Członek Związku Polskich Artystów Plastyków od 1949. Honorowy członek Académie Européenne des Arts w Paryżu. Wiceprezes Towarzystwa Przyjaciół Sztuk Pięknych w Krakowie.
W 2004 został odznaczony Krzyżem Oficerskim Orderu Odrodzenia Polski „za zasługi dla kultury polskiej”. W 1993 został laureatem Nagrody Honorowej Krakowskiej Filii Fundacji Kultury Polskiej. W 2007 otrzymał Złoty Medal „Zasłużony Kulturze Gloria Artis”. W 2015 otrzymał Medal ZPAP OK „Vive l’art!”. W 2017 r. został uhonorowany odznaką „Honoris Gratia”.
Wśród jego uczniów byli m.in. Ewa Mańkowska, Zbigniew Sprycha, Stanisław Tabisz i Tomasz Vetulani.
Jego prace znajdują się w wielu muzeach i zbiorach prywatnych zarówno w kraju, jak i za granicą. m.in. w Muzeum Narodowym w Krakowie i Warszawie.
Żona: Teresa Wallis-Joniak, absolwentka ASP w Krakowie, krakowska malarka, córki: Anna (konserwator dzieł sztuki) i Marta (architekt).